# Hyllisia obliquepicta
Hyllisia obliquepicta är en skalbaggsart som beskrevs av Stefan von Breuning 1940. Hyllisia obliquepicta ingår i släktet Hyllisia och familjen långhorningar.
Artens utbredningsområde är Sierra Leone. Inga underarter finns listade i Catalogue of Life.